# إدريس برحال
ولد السي إدريس بن رحال يوم 31 يوليو 1890 بـمديـنة ندرومة. أبوه هو شقيق السي أمحمد بن رحال الـمشهور بـمواقفه الفكرية والنضالية الوطنية وبالذات الـحاج مـحمد التومي والاثنان إبنا الـحاج حمزة بن رحال آغا ندرومة (توفي سنة 1882) الذي ولاّه الأمير عبد القادر على الـمدينة في أواخر أيام مقاومته للاحتلال الفرنسي وأمّنه على بيع الـمنقولات من أملاكه عندما رحّلته السلطة العسكرية الفرنسية إلى منفاه بفرنسا، سنة 1847.
أم السي إدريس هي فاطمة بنت السي يحيى الطالب التي ولدت سنة 1870 بتلـمسان وتوفيت بـمديـنة ندرومة نهاية شهر أكتوبر 1952.
تزوج السي إدريس من فاطمة براهمي (الـمولودة سنة 1902) بندرومة غير أنها لـم تعمر طويلا وكانت وفاتها يوم 3 غشت 1942، وهو ما أدى به إلى تـجديد الـزواج، فعقـد قـرانه على زليخة غنيـم التي أنـجبت ما عرف له من بنات وأولاد.

## نشأته
نشأ السي إدريس في أحضان أسرة حسيبة مـحافظة متدينة، ولذا عاش منذ صباه الأول في أجواء الـحياة الندرومية ودخل كتاب الفقيه الغرناطي، حيث تعـلـم الكتـابة والقراءة وحفظ القرآن قبل بلوغه سن الثانية عشر من عمره.
ثم أدخله الـمدرسة النظامية الفرنسية حيث درس إلى أن حاز شهادة التعليـم الابتدائي الفرنسية التي لـم تكن في متناول كل من تاق إليها.

## مشواره
مارس الـموسيقى والغناء في تلك الـحفلات التي كان يحييها الشيخ أمحمد الرمعون وبعده الشيخ قدور بن عشور الزرهوني والشيخ الزياني والشيخ الغنيني وغيرهم.
كان يعزف على العود والكويترة والرباب والكامنجة، وعرف عنه أنه كان يفضل الـماندوليـن للعزف بها لـمتعته الـخاصة. أما الآلة التي إعتاد العزف بها أمام الـجمهور فهي الكمنجة آلطو كما أصبح رئيس فرقة في إحياء جل حفلات الزفاف في ندرومة، لـم يكن يقتصر على نشاطه الـموسيقي مصدرا لرزقه بل تعاطى إلى جانبه تـجارة الأقمشة.
تتلـمذ على يد السي إدريس الشيخ أحمد الشارف طكوك ولـخضر طكوك ومحمد الـمغايط، والشيخ علي الديـندان، والسي الـميلود الغماري وأحمد الغماري الذي عرف إبان مشواره الفني بأحمد حسونة، وعم الشيخ محمد غفور، والأخضر الزرهوني وعبد الله غرناطي، وسي عبد الله فتوحي ولد الـحاج الـمكي، والشيخ الـميلود الطالب، والشاوش بناي وعبد السلام خياط ومحمد غفور.
قام الشيخ الـحاج العربي بن صاري دعوته إلى الـمشاركة في حصتيـن إذاعيتيـن بثت أولاهما يوم السبت 11 نوفمبر 1944 على الـمباشر ودامت 55 دقيقة. وأما الـحصة الثانية فإنها جرت بإذاعة الـجزائر العاصمة نهاية شهر نوفمبر 1948.
كما اقيم الـمهرجان الـمحلي الذي أقيم بتلـمسان سنة 1947 بفناء الثانوية التي تـحمل حاليا اسم الشهيدة مليحة حميدو.
توفي، يوم الأربعاء 28 ديسمبر 1955 بـمستشفى مديـنة عيـن تـموشنت، ودفن بـمقبرة سيدي أحمد البجائي بندرومة يوم الـجمعة 30 ديسمبر 1955.